# 凯文·伯纳姆
凯文·伯纳姆（英語：Kevin Burnham，1956年12月21日—2020年11月27日），美国男子帆船运动员。他曾代表美国参加1992年、1996年和2004年夏季奥林匹克运动会帆船比赛，获得一枚金牌和一枚银牌。